# Ramell de Sant Ponç
|  | Per a altres significats, vegeu «Helichrysum italicum». |

La sempreviva borda, ramell de Sant Ponç, flor de Sant Joan, flors de tot l'any o maçanella (Helichrysum stoechas) és una espècie de planta de la família de les asteràcies nativa de la Mediterrània.

## Etimologia
El mot Helichrysum ja era emprat pels antics grecs (έλιχρνσος) i després pels romans (helichrysos), com ara Plini el Vell per a designar aquesta planta. El seu nom deriva de έλιξ (helis, enrotllar) i χρνσός (chrýsos, or).
El terme stoechas és el nom del grec clàssic de l'espígol relacionat amb el cap d'ase (L. stoechas) que es coneixia com στοιχάς (stoichas). Aquest nom deriva de la designació Stoichades nesoi (Στοιχάδες νῆσοι, Illes Estoechades), un grup d'illes prop de la Costa Blava. Les tres petites illes estan disposades en línia recta, cosa que els va donar el seu nom antic, ja que en grec antic στοῖχος (stoichos) significa línia, fila, ordre, procedent de l'arrel protoindoeuropea steig (camada, pas). El terme grec stoichas també va acabar en una altra llengua de l'Orient Mitjà: en un diccionari llatí-copte del 1840, l'entrada stoi (ⲥⲧⲟⲓ), que es glossava com a hisop. Potser es tracta d'un error botànic, però aquest nom va reaparèixer en nom de menta (asinstoi (ⲁⲥⲓⲛⲥⲧⲟⲓ)), de manera que és possible que haguera adquirit un significat més ampli en copte, que englobara diverses herbes de la família de les lamiàcies.
Té innumerables denominacions vernacles, entre elles: ajocaperdius (PV), ajoca-sapos (PV), botges (PV), botja (C), botja blanca (PV), botja de l'era (C), botja de Sant Joan (C), botja fematera (PV), botja femetera (PV), botja perpètua de muntanya (PV), caçanella (C), camamilla (C), camamilla borda (C), camamilla de roca (C), camamil·ló (B), camamirla (C), camamirla borda (PV), capsigranyera (C), cassanella (C), escaçanella (C), flor de Corpus (C), flor de mort (C), flor de la salpassa (PV), flor de Pasqua (PV), flor de Sant Joan (C), flor de Sant Joan seca (C), flor de Sant Pere (C), flor de Santa Llúcia (C), flor de Tots Sants (C), flor de tot l'any (C), flor viva (C), floreta de Pasqua (PV), flors de Sant Joan (PPCC), flors de tot l'any (PPCC), herba capçotera (PV), herba capsotera (PV), herba cuquera (C), herba de la capça groga (C), herba de la capsa groga (C), herba de Sant Joan (C), herba de Sant Pere (C), herba del Corpus (PV), herba fematera (PV), herba femetera (PV), herba florida tot l'any (C), joca-sapos (PV), jocaperdius (PV), maçanella (C), maçanella de penyal (B), maçanelles (B), mançanella (C), mançanilla (C), mançanilla amarga (PV), mançanilla bastarda (C), mançanilla borda (C), mançanilla borde (PV), mançanilla de muntanya (PV), mançanilla de pastor (PV), mançanilla fina (PV), mançanilla gorda (PV), mançanilla vera (PV), mançanilleta (B), mansanilla (PV), mansanilla borda (C), perpètua (PV, C), perpètua borda (C), perpètua de muntanya (C), perpètues (C), perpètues bordes (C), perpetuïna (PPCC), pinyetes de Sant Joan (C), ramell (C), ramell de Sant Ponç (C), ramell de tot l'any (C), salpassa (PV), santjoans (C), santperes (C), sempreviure (C), sempreviva (PPCC), sempreviva borda (C), sempreviva boscana (C), sempreviva de camp (C), sempreviva de mont (PV), semprevives (C), semprevives bordes (C), semprevives d'hivern (C), siemprevive (C) i viveta (B).

## Morfologia

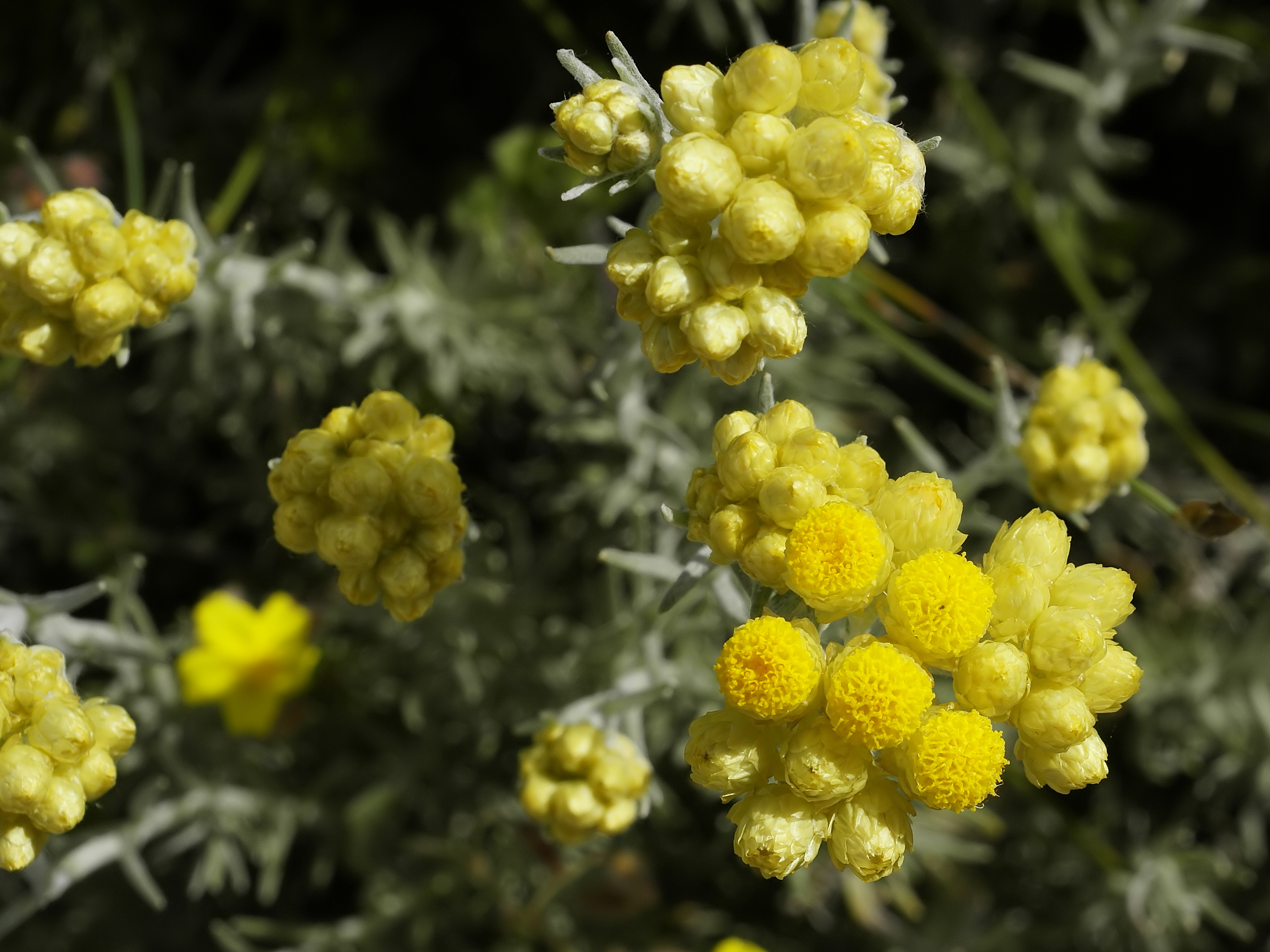
Detall de les flors

Camèfit de fins a 50 cm d'alçada, amb tiges més o menys densament tomentoses, erectes o ascendentes. Les fulles de 10 a 25 mm, alternes, simples i senceres, de forma estretament linears a linear espatulades, amb un toment blanquinós lleugerament llanós, a vegades glabres a l'anvers i més rarament al revers. El marge és revolut.
La inflorescència és una cima densa d'1,5 a 3 cm de diàmetre, formada per capítols solitaris o agregats en corimbes compostos per 5 o més. L'involucre és de 4 a 6 mm de diàmetre, globós o amplament ovoide, de color groguenc, amb les bràctees laxament imbricades. Les externes són més curtes, com a molt 3 vegades més curtes que les internes, i amples, escarioses, glabres o alguna cosa llanoses a la base. Les mitjanes són més estretes i coriàcies a la meitat inferior i a la part superior més amples i escarioses, mentre que les internes són més estretes que la resta. Les flors són de color groc, totes tubulars, les externes normalment femenines i les internes hermafrodites, encara que rares voltes són totes hermafrodites. El fruit és un aqueni marró fosc amb nombroses glàndules blanquinoses brillants proveït d'un vil·là amb escàbrids o curtament plomosos. Floreix durant tot l'estiu (de juny a setembre). Després de la floració resten les bràctees de les flors a la planta amb l'aparença de flors seques d'on li ve el nom de sempreviva. És una planta olorosa amb una flaire de cumarina.
La seua dotació cromosòmica és 2n = 28.

## Distribució i hàbitat
És una planta pròpia de la regió mediterrània, que apareix al Nord d'Àfrica i al Sud i Oest d'Europa, no allunyant-se gaire de les costes mediterrànies, excepte a França i en la península Ibèrica, on arriba fins a zones atlàntiques.
Viu en llocs aclarits de sòl sec i assolellats (heliofília), com a arenals costaners o pedregars i matollars, per la qual cosa no és exclusiu del litoral encara que és bastant freqüent en nombroses dunes costaneres. Apareix formant par de la fauna dunar en dunes assentades amb un sòl orgànic incipient, així també com en comunitats supra-mediterrànies sobre sòls ben desenvolupats de zones humides. Malgrat això, és una planta indicadora de sequedat.

## Usos
Aquesta planta també es coneix popularment amb el nom de flor de mort perquè s'ha emprat tradicionalment en rituals funeraris. És molt interessant com a planta ornamental en jardineria xeròfila. Té usos medicinals, la flor seca en decocció s'utilitza per a curar inflamacions de l'aparell digestiu i respiratori, així com insuficiències hepàtiques.

## Galeria

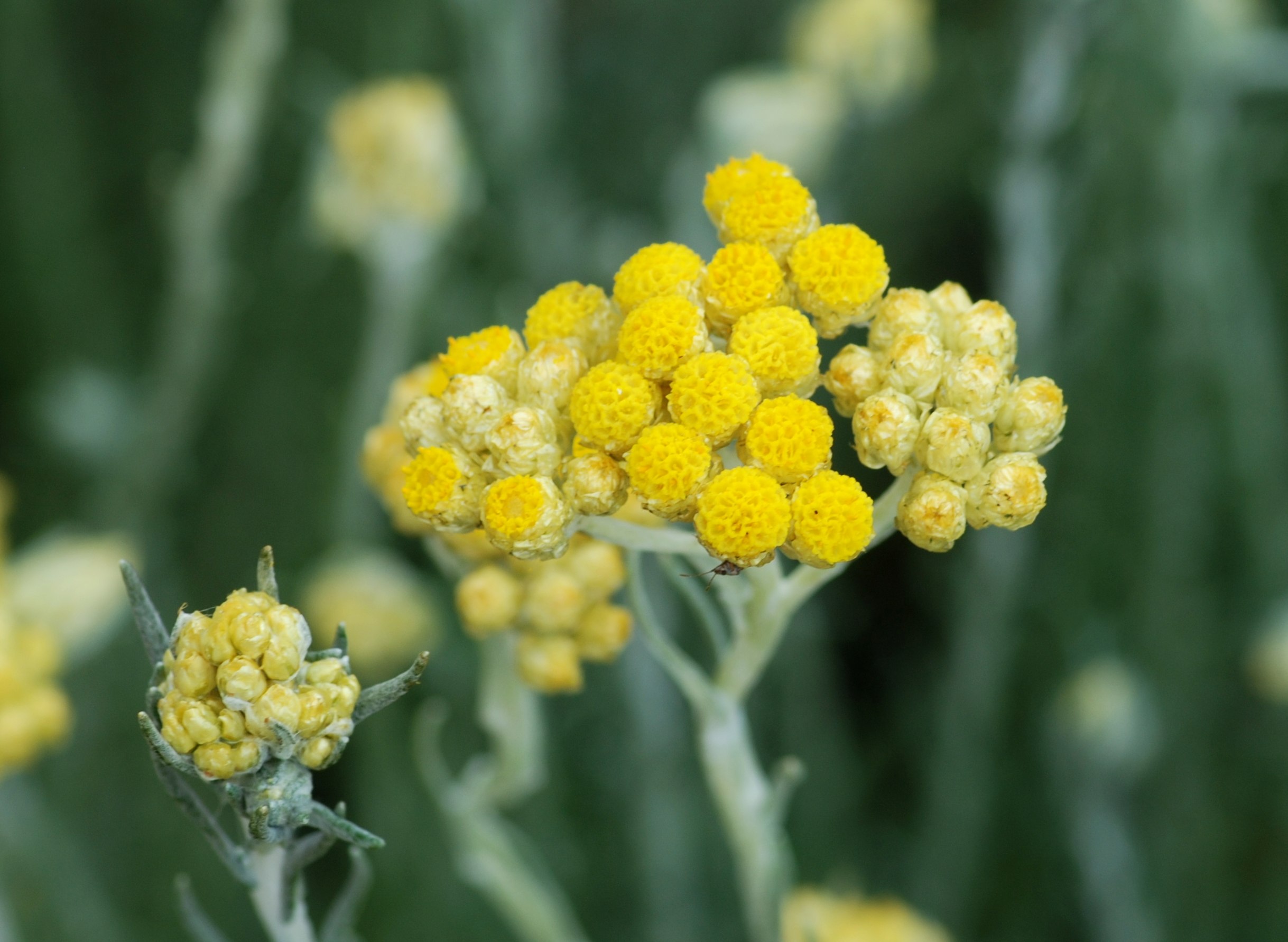
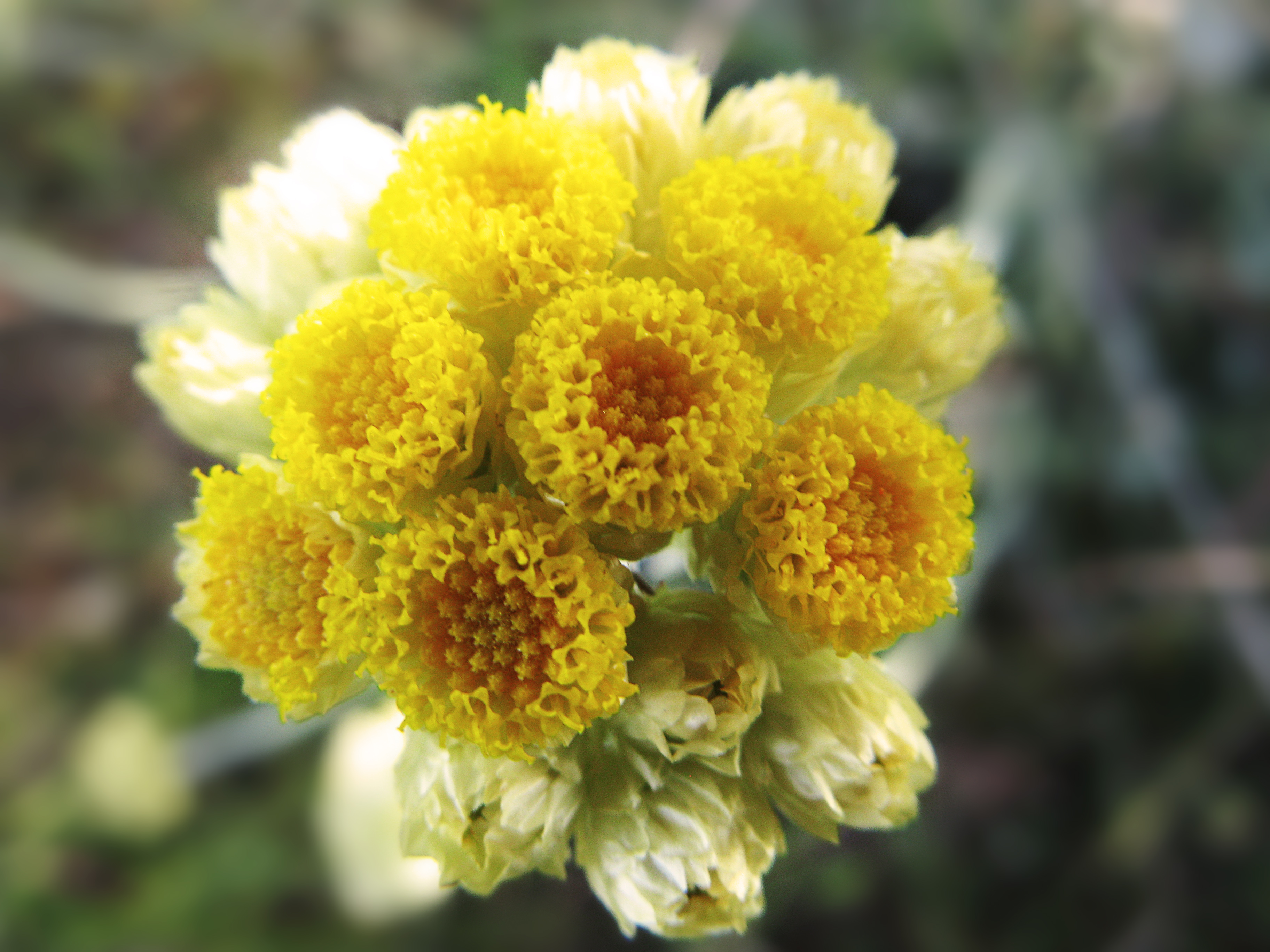
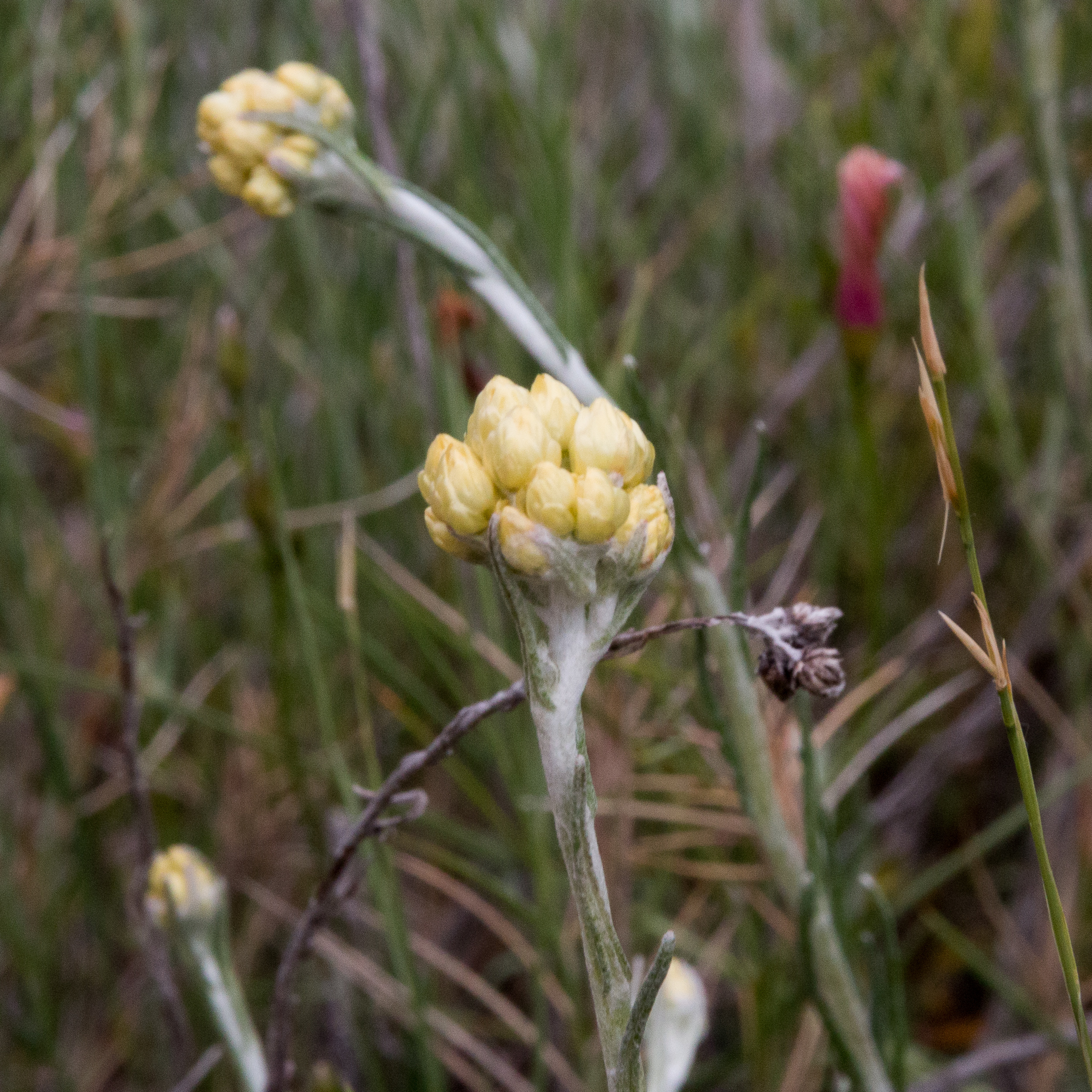
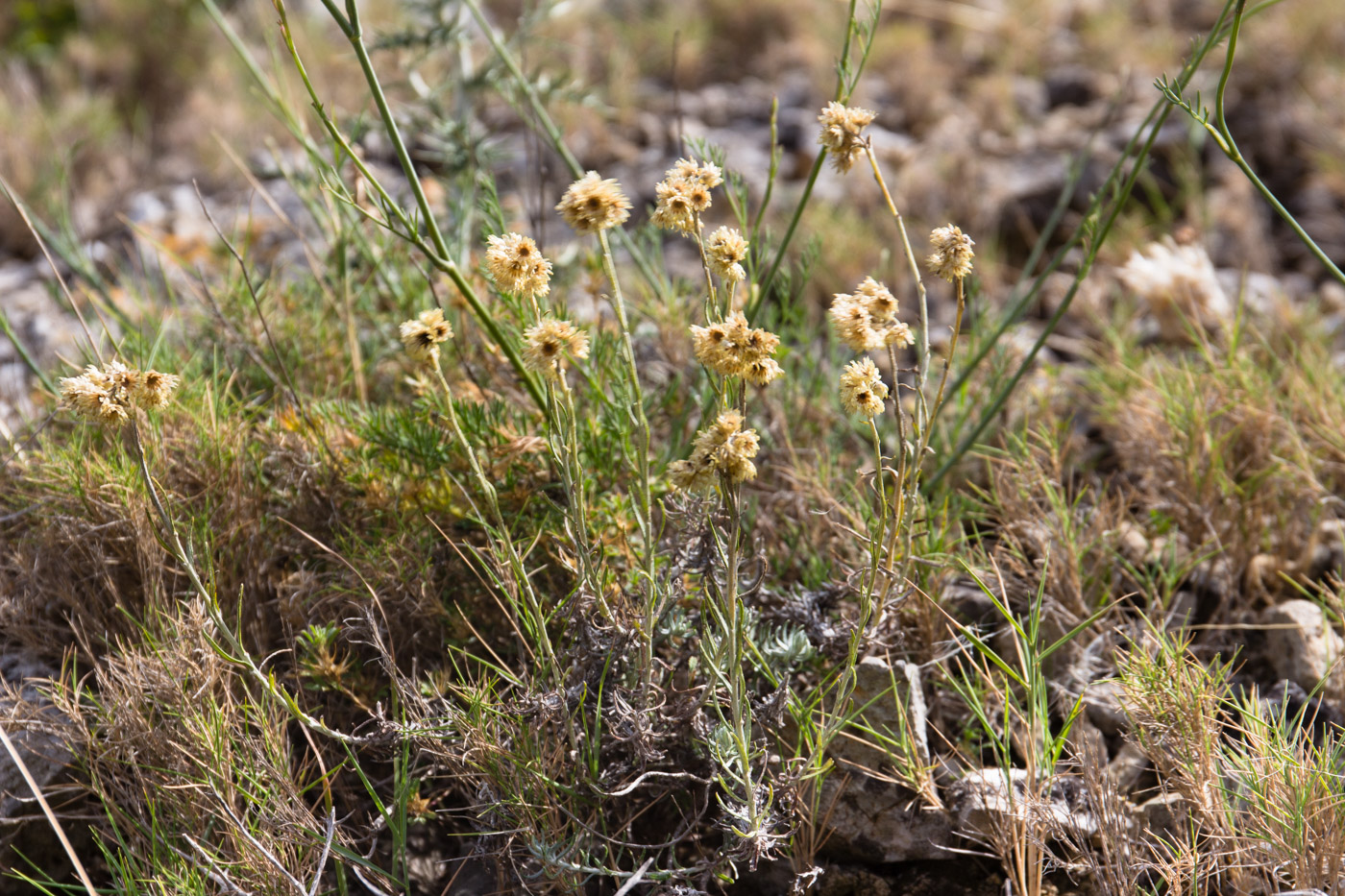
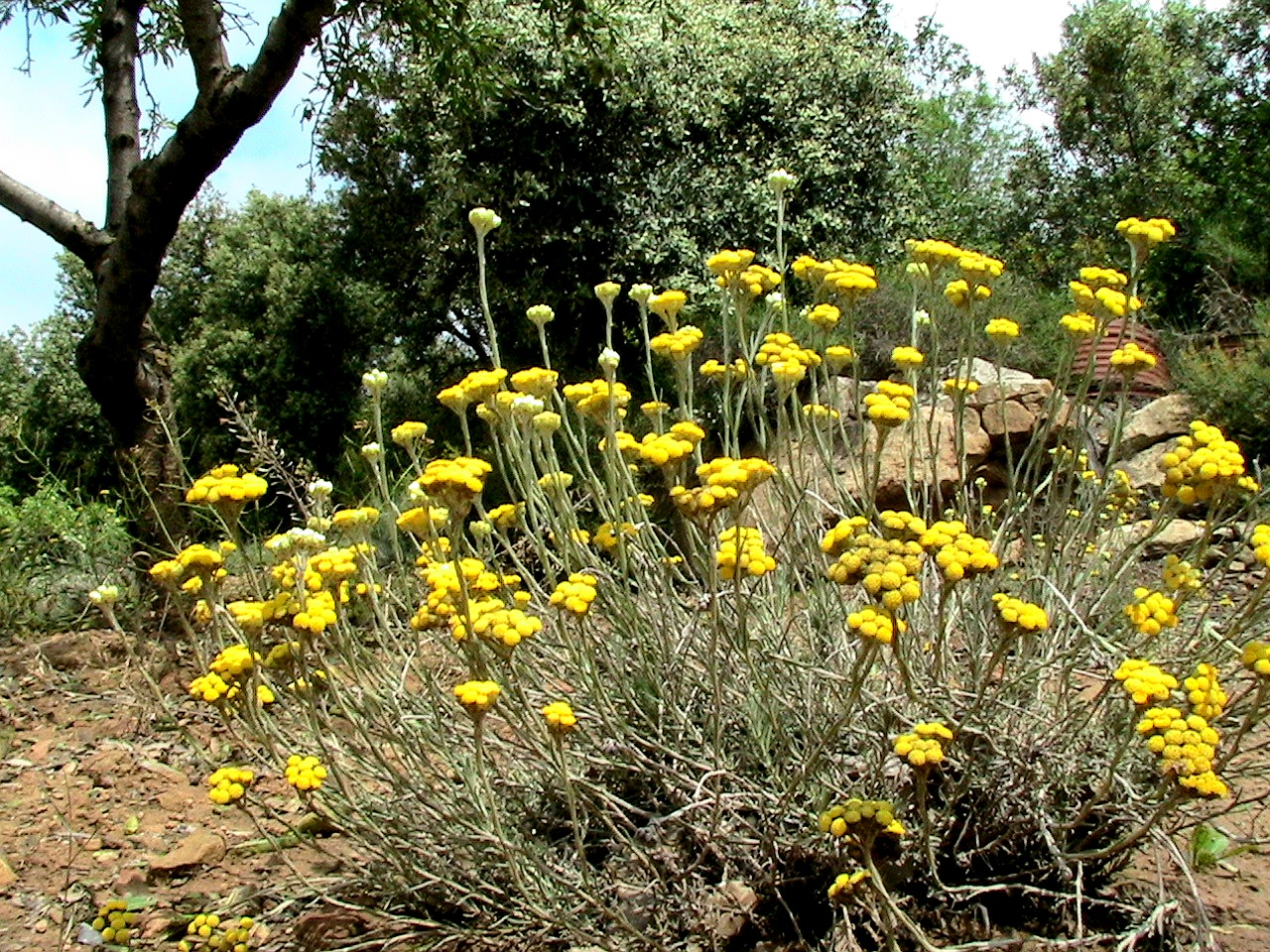
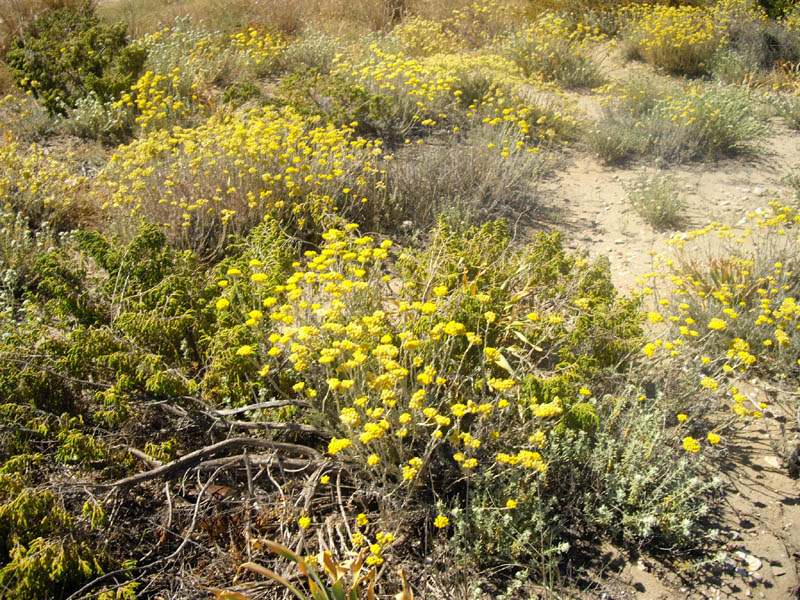
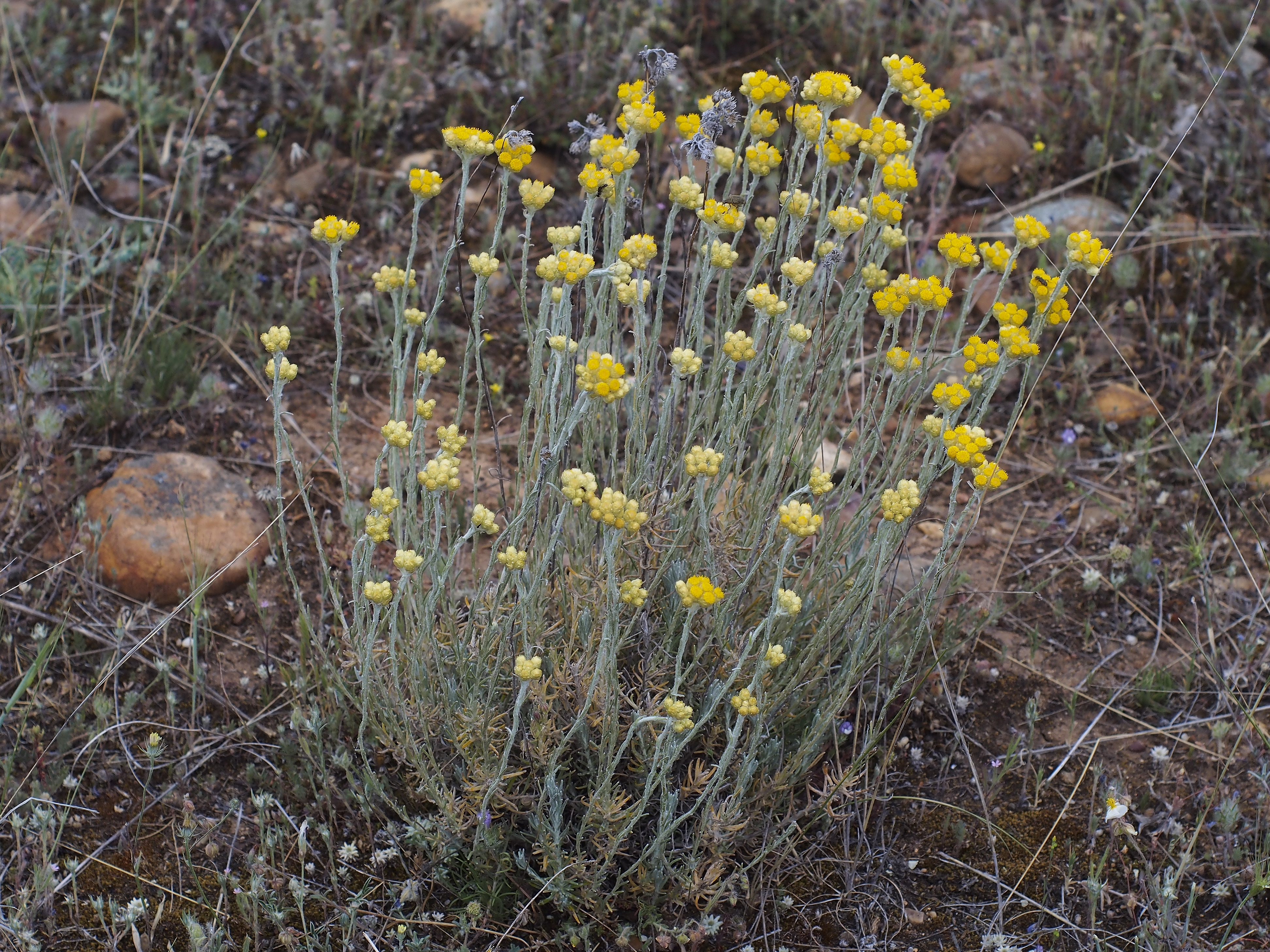